# 割鸡芒
割鸡芒（学名：Hypolytrum nemorum），又名台湾割鸡，为莎草科割鸡芒属下的一个种。

## 扩展阅读
- 維基物種上的相關：割鸡芒